# Drača
Drača (en serbe cyrillique : Драча) est un village de Serbie situé dans la municipalité de Stanovo (Kragujevac), district de Šumadija. Au recensement de 2011, il comptait 911 habitants.
Sur le territoire du village se trouve le monastère de Drača.

## Démographie

### Évolution historique de la population
| 1948  | 1953  | 1961 | 1971 | 1981 | 1991 | 2002 | 2011 |
| ----- | ----- | ---- | ---- | ---- | ---- | ---- | ---- |
| 1 105 | 1 045 | 997  | 928  | 842  | 765  | 828  | 911  |

|  |